# Columbia Township (comté de Fayette)
Columbia Township est l'un des neuf townships du comté de Fayette dans l'État de l'Indiana aux États-Unis. Selon le recensement de 2010, il a une population de 993 habitants. Il a été fondé en 1819.